# Полузащитник (хоккей с мячом)
Полузащитник (хоккей с мячом) — одно из амплуа полевого игрока.
Другими амплуа полевого игрока являются нападающий и защитник.
Кроме полевых игроков на поле в команде находится вратарь, чьи функции и полномочия существенно отличны от полевых игроков..
В ходе игры полевой игрок может выполнять функции различных амплуа согласно ходу игры.
Функция полузащитников — обеспечение связи между защитой и нападением.
Полузащитники участвуют как в оборонительных действиях команды, так и организации атак.
Количество полузащитников на поле и в команде не оговаривается, а определяется тактикой.
Главная задача полузащитника заключается в организации игры, обеспечении быстрого перехода команды от обороны к нападению и обратно.